# Acropora desalwii
Acropora desalwii is een rifkoralensoort uit de familie van de Acroporidae. De wetenschappelijke naam van de soort is voor het eerst geldig gepubliceerd in 1994 door Wallace.